# 호식이두마리치킨
호식이두마리치킨은 1999년에 설립한 대한민국의 식품회사로, 주로 닭고기(치킨)를 배달하는 업소로 다룬다.

## 연혁
- 1999년 - 호식이두마리치킨 설립
- 2000년 - 브랜드 상표 출원
- 2015년 - 본사 이전(서울 강남구 논현동 H타워)
- 2015년 11월 23일 - 일본 도쿄 신오쿠보점 오픈(해외 1호점)[1]
- 2019년 - 창립 20주년 기념행사